# Magyarország az 1971-es fedett pályás atlétikai Európa-bajnokságon
Magyarország a bulgáriai Szófiában megrendezett 1971-es fedett pályás atlétikai Európa-bajnokság egyik részt vevő nemzete volt. Az ország a versenyen 12 sportolóval képviseltette magát.

## Érmesek
| Érem  | Versenyző     | Versenyszám | Dátum       |
| ----- | ------------- | ----------- | ----------- |
| Arany | Major István  | Magasugrás  | március 13. |
| Bronz | Kelemen Endre | Magasugrás  | március 13. |

## Eredmények

### Férfi
| Versenyző    | Versenyszám | Előfutam | Előfutam | Előfutam | Elődöntő | Elődöntő | Elődöntő | Döntő  | Döntő    |
| Versenyző    | Versenyszám | Idő      | Hely.    | Össz.    | Idő      | Hely.    | Össz.    | Idő    | Helyezés |
| ------------ | ----------- | -------- | -------- | -------- | -------- | -------- | -------- | ------ | -------- |
| Mecser Lajos | 3000 m      | 8:07,1   | 4.       | 4.       |          |          |          | 8:06,2 | 5.       |

| Versenyző       | Versenyszám | Selejtező | Selejtező | Döntő    | Döntő    |
| Versenyző       | Versenyszám | Eredmény  | Helyezés  | Eredmény | Helyezés |
| --------------- | ----------- | --------- | --------- | -------- | -------- |
| Major István    | Magasugrás  |           |           | 217 cm   |          |
| Kelemen Endre   | Magasugrás  |           |           | 217 cm   |          |
| Kalocsai Henrik | Távolugrás  |           |           | 5,67 m   | 17.      |
| Kalocsai Henrik | Hármasugrás |           |           | 15,50 m  | 13.      |
| Cziffra Zoltán  | Hármasugrás |           |           | 16,02 m  | 6.       |

### Női
| Versenyző        | Versenyszám | Előfutam | Előfutam | Előfutam | Elődöntő | Elődöntő | Elődöntő | Döntő   | Döntő    |
| Versenyző        | Versenyszám | Idő      | Hely.    | Össz.    | Idő      | Hely.    | Össz.    | Idő     | Helyezés |
| ---------------- | ----------- | -------- | -------- | -------- | -------- | -------- | -------- | ------- | -------- |
| Balogh Györgyi   | 60 m        | 7,5      | 1.       | 3.       | 7,5      | 3.       | 4.       | 7,5     | 6.       |
| Nemesházi Margit | 60 m        | 7,6      | 2.       | 6.       | 7,6      | 5.       | 8.       | kiesett | kiesett  |
| Kulcsár Magdolna | 800 m       | 2:08,4   | 4.       | 5.       |          |          |          | kiesett | kiesett  |
| Balogh Katalin   | 60 m gát    | 8,8      | 5.       | 17.      | kiesett  | kiesett  | kiesett  | kiesett | kiesett  |

| Versenyző      | Versenyszám | Selejtező | Selejtező | Döntő    | Döntő    |
| Versenyző      | Versenyszám | Eredmény  | Helyezés  | Eredmény | Helyezés |
| -------------- | ----------- | --------- | --------- | -------- | -------- |
| Rudolf Erika   | Magasugrás  |           |           | 176 cm   | 8.       |
| Komka Magdolna | Magasugrás  |           |           | 176 cm   | 9.       |
| Veres Éva      | Súlylökés   |           |           | 14,98 m  | 10.      |